# Rhinecanthus
Rhinecanthus es un género de peces de la familia Balistidae, del orden Tetraodontiformes. Este género marino fue descrito científicamente en 1839 por William Swainson.

## Especies
Especies reconocidas del género:
- Rhinecanthus abyssus Matsuura & Shiobara, 1989
- Rhinecanthus aculeatus Linnaeus, 1758
- Rhinecanthus assasi Forsskål, 1775
- Rhinecanthus cinereus Bonnaterre, 1788
- Rhinecanthus lunula J. E. Randall & Steene, 1983
- Rhinecanthus rectangulus Bloch & J. G. Schneider, 1801
- Rhinecanthus verrucosus Linnaeus, 1758